# Ciclismo en los Juegos Olímpicos de Tokio 1964
El ciclismo en los Juegos Olímpicos de Tokio 1964 se realizó en dos instalaciones de la ciudad de Tokio, entre el 14 y el 22 de octubre de 1964.
En total se disputaron en este deporte 7 pruebas diferentes (todas en la categoría masculina), repartidas en dos disciplinas ciclistas: 2 pruebas de ruta y 5 de pista. El programa vio un cambio en referencia a la edición pasada, se agregó la prueba de persecución individual a las competiciones de pista.
Ningún representante de habla hispana obtuvo medalla, aunque cabe destacar algunos puestos meritorios. En la prueba de ruta individual, el español José López finalizó quinto y el argentino Delmo Delmastro terminó octavo. En la prueba de 100 km contrarreloj por equipos, el equipo argentino (Héctor Acosta, Delmo Delmastro, Roberto Florencio Breppe, Rubén Placanica) fue cuarto y el español (José Ramón Goyeneche, José López, Mariano Díaz Díaz, Luis Pedro Santamarina) fue octavo.

## Sedes
- Ciclismo en ruta – Circuito en Hachioji, con salida y llegada cerca del Velódromo
- Ciclismo en pista – Velódromo de Hachioji

## Medallistas

### Ciclismo en ruta
| Evento                                   | Oro                                                                                   | Plata                                                                                          | Bronce                                                                                    |
| ---------------------------------------- | ------------------------------------------------------------------------------------- | ---------------------------------------------------------------------------------------------- | ----------------------------------------------------------------------------------------- |
| Ruta (22 de octubre)                     | Mario Zanin · Italia · 4:39:51,63                                                     | Kjell Rodian · Dinamarca · 4:39:51,65                                                          | Walter Godefroot · Bélgica · 4:39:51,74                                                   |
| Contrarreloj por equipos (14 de octubre) | Evert Dolman · Gerben Karstens · Jan Pieterse · Bart Zoet · Países Bajos · 2:26:31,19 | Severino Andreoli · Luciano Dalla Bona · Pietro Guerra · Ferruccio Manza · Italia · 2:26:55,39 | Sven Hamrin · Erik Pettersson · Gösta Pettersson · Sture Pettersson · Suecia · 2:27:11,52 |

### Ciclismo en pista
| Evento                                  | Oro                                                                                                  | Plata                                                                                  | Bronce                                                                                         |
| --------------------------------------- | --- | -------------------------------------------------------------------------------------- | ---------------------------------------------------------------------------------------------- |
| Velocidad individual (19 de octubre)    | Giovanni Pettenella · Italia                                                                         | Sergio Bianchetto · Italia                                                             | Daniel Morelon · Francia                                                                       |
| Persecución individual (17 de octubre)  | Jiří Daler · Checoslovaquia · 5:04,75                                                                | Giorgio Ursi · Italia · 5:05,96                                                        | Preben Isaksson · Dinamarca · 5:01,90                                                          |
| Persecución por equipos (21 de octubre) | Ernst Streng · Lothar Claesges · Karl-Heinz Henrichs · Karl Link · Equipo Alemán Unificado · 4:35,67 | Franco Testa · Vincenzo Mantovani · Carlo Rancati · Luigi Roncaglia · Italia · 4:35,74 | Cornelis Schuuring · Hendrik Cornelisse · Gerard Koel · Jacob Oudkerk · Países Bajos · 4:38,99 |
| 1 km contrarreloj (16 de octubre)       | Patrick Sercu · Bélgica · 1:09,59                                                                    | Giovanni Pettenella · Italia · 1:10,09                                                 | Pierre Trentin · Francia · 1:10,42                                                             |
| Tándem (20 de octubre)                  | Angelo Damiano · Sergio Bianchetto · Italia                                                          | Imants Bodnieks · Viktor Logunov · Unión Soviética                                     | Willi Fuggerer · Klaus Kobusch · Equipo Alemán Unificado                                       |

## Medallero
| Núm. | País                    | Oro | Plata | Bronce | Total |
| ---- | ----------------------- | --- | ----- | ------ | ----- |
| 1    | Italia                  | 3   | 5     | 0      | 8     |
| 2    | Bélgica                 | 1   | 0     | 1      | 2     |
| 2    | Equipo Alemán Unificado | 1   | 0     | 1      | 2     |
| 2    | Países Bajos            | 1   | 0     | 1      | 2     |
| 5    | Checoslovaquia          | 1   | 0     | 0      | 1     |
| 6    | Dinamarca               | 0   | 1     | 1      | 2     |
| 7    | Unión Soviética         | 0   | 1     | 0      | 1     |
| 8    | Francia                 | 0   | 0     | 2      | 2     |
| 9    | Suecia                  | 0   | 0     | 1      | 1     |
|      | TOTAL                   | 7   | 7     | 7      | 21    |